# Conspiração dos Suassunas
Conspiração dos Suassunas, ou dos Suaçunas, foi um projeto de revolta supostamente proposto em Olinda, na então Capitania de Pernambuco, em 1801. O motim compõe o cenário de crise do Antigo Sistema Colonial, durante o qual eclodiram levantes de teor emancipatório. Assim como a Inconfidência Mineira (1789) e a Baiana (1798) e a Revolução Pernambucana (1817), expressou a insatisfação dos colonos frente as políticas deficientes da metrópole Portugal, prenunciando a Independência do Brasil, decretada em 1822.
Os irmãos Francisco, Luiz e José, todos de sobrenome “de Hollanda Cavalcanti de Albuquerque”, proprietários de um engenho chamado Suassuna, planejaram um motim secreto pela independência da capitania de Pernambuco. A descoberta se deu após um amigo dos irmãos, José da Fonseca Silva e Sampaio, denunciar que um deles enviava cartas de Portugal aos outros em Pernambuco, tramando a conspiração.
O movimento se inspirou no discurso libertário e igualitário do Iluminismo e no caráter subversivo e contra hegemônico predominantes tanto na Revolução Francesa (1789) como na Independência dos EUA (1776). Todavia, a moção não passou de uma corrente de pensamento, que fracassou em suas ações, assim contentando-se em compor o imaginário coletivo da historiografia das reivindicações populares brasileiras.
Apesar do fiasco de sua execução, a Conjuração dos Suassunas foi uma semente silenciosa do movimento mais vibrante pré-independência: a Revolução Pernambucana, de 1817. A relação se deve à constatação de que muitos revoltosos desta última conheciam os irmãos Hollanda Cavalcanti de Albuquerque e, sobretudo, pois na de 1817, depois de fracassada a Conjuração de 1801, dois dos irmãos Hollanda Cavalcanti de Albuquerque seriam afligidos pela repressão: um morto e outro preso.

## Contexto
No mesmo ano de 1801 em que foi deflagrada a Conjuração dos Suassunas, a Espanha invadiu Portugal, por convencimento de Napoleão Bonaparte, a fim de fechar os portos lusitanos ao comércio inglês, assim iniciando a batalha que se estenderia por um mês e ficaria conhecida como Guerra das Laranjas. A França se uniu aos espanhóis, para tanto castigar o afastamento recente de Portugal como forçar a Grã-Bretanha, sua rival endividada, a socorrer os lusitanos emergencialmente e, com o desgaste disso, também enfraquecer-se.
O jogo político prosseguia. As forças militares e econômicas de Portugal eram parcas e, não bastasse isso, as águas portuguesas tornaram-se infestadas por vários corsários franceses, que intensificaram os prejuízos do país na virada para o século XIX. E é sob esse contexto de pressões externas, guerras e incursões de franceses acometendo Portugal que se ergue a Conspiração dos Suassunas, em Pernambuco.
No início do século XIX, Pernambuco destacava-se geograficamente como um campo de luta política entre as regiões da colônia, sobretudo por lá se evocar a resistência local imposta aos holandeses, no século XVII. Foi quando, combatendo os flamengos pela preservação da unidade nacional, despertou nos pernambucanos uma espécie de vocação política, que se aliaria ao sentimento nativista e libertário com o qual se passaria a perceber, no Nordeste, o valor do nativo, seu apego à terra e a confiança em sua capacidade de auto governo.
O Nordeste, historicamente, se registrou como o centro de irradiação do potencial revolucionário brasileiro, o que todavia não pôde, nesse decurso, concretizar esse ânimo emancipatório em reformas efetivas e, via de regra, acaba volatilizando em um romantismo político. Criou-se, na região, menos uma espécie de nativismo e mais um senso de coletividade que integrou a elite local, construindo uma identidade de objetivos, valores e demandas também coletivos. Ocorria por lá tanto uma ruptura com os valores anacrônicos e opressivos do Antigo Regime, embora não total, como uma necessidade de auto afirmação, fruto de um sentimento de menosprezo, por parte dos colonizados, que passa a motivá-los a exigir o reconhecimento de direitos fundamentais tal como eles viam serem assegurados para os colonizadores.

## Acontecimentos

### Tentativa
O bispo Azeredo Coutinho recebeu a denúncia em 1801. Em 1800, fundara o Seminário de Olinda, entre cujos membros figurava o Padre Miguelinho, depois implicado na Revolução Pernambucana de 1817. Suspeitava-se, ainda, das reuniões sigilosas nas lojas maçônicas, seio da propalada conspiração nacional, de que se destacou o Areópago de Itambé, fundado pelo padre Manuel Arruda Câmara e de cujas discussões, indiscutivelmente, não participavam europeus, uma vez que o movimento, composto por profissionais liberais, do clero e da pequena burguesia, assumia um caráter disruptivo e não conciliatório. A maçonaria adotava uma postura política e intelectual direcionada a um projeto antiabsolutista, voltado aos elementos antigos que a instalação da Corte no Brasil, em vez de mitigar, como esperado, reforçara.
Tanto o Seminário de Olinda como o Areópago de Itambé destacam-se, à época, como centros de polarização das ideias emancipatórias.
O projeto de emancipação de Pernambuco, que consistia em constituir na região uma República sob a proteção de Napoleão Bonaparte, deriva do contexto macropolítico da época. O monarca francês enfrentava, inexpugnável, todos os demais países europeus, tanto com o fim de expandir o poderio militar, político e econômico de seu país, como para disseminar os ideais progressistas da Revolução Francesa. Quando o general soube que as comunidades maçônicas de Pernambuco floresciam aos montes, compostas por intelectuais discutindo política a partir da perspectiva igualitária-libertária-fraterna semelhante ao teor da Revolução de 1789, a Napoleão interessou colocar-se à retaguarda do movimento, para auxiliá-lo.
O apoio de Napoleão foi conquistado pela presença de um dos irmãos Cavalcanti de Albuquerque, José Francisco, que teria sido o agente da conjura na Europa, a fim de obter seu apoio, graças às conexões maçônicas de que dispunha em Paris, como sugere o fato de que será nomeado representante do Grande Oriente da França junto do Grande Oriente lusitano, tornando-se um dos negociadores e articuladores do convênio de cooperação de ambos. Tal como os conjurados baianos de 1798, os irmãos Cavalcanti de Albuquerque criam poder contar com a ajuda da França, pois, face ao obstáculo da aliança anglo-portuguesa, ela sempre parecera aos conspiradores da terra seu óbvio protetor internacional.
Mas, mais do que o desejo de Napoleão, a configuração dos movimentos libertários pernambucanos não ganharia consistência sem a atuação onipresente do ex-ministro Rodrigo de Sousa Coutinho. Conhecido como amigo da pátria, ele formou a Geração de 1790, um grupo composto em maioria por naturalistas egressos da Universidade de Coimbra e que decidiu delegar o poder sobre o conhecimento a uma restrita elite, assim incumbida de tomar as decisões políticas e representar os novos desejos progressistas. O grupo, cuja presença paradigmática é a do patriarca da Independência, José Bonifácio de Andrada, exerceu extensa e impregnável influência na definição da cultura política da época, inclusive e sobretudo no movimento de emancipação que estava em vias de eclodir.
Rodrigo e os demais ilustrados procuravam uma linguagem para traduzir quem seria o brasileiro da época e se defrontavam com a dificuldade de situar o sujeito nacional de forma integral, uma vez que o país rompia progressivamente com o Antigo Regime rumo à ambição da modernidade; e, com isso, assumia um perfil clivado, híbrido, deformado. Quem efetivava as reformas propostas pelo grupo de D. Rodrigo era o bispo Azeredo, um político pragmático, seguro e confiante, liberto dos valores com os quais, para ele, o Brasil não podia mais compactuar. E isso incomodava os ricos, poderosos e militares da colônia, interessados em preservar os abusos naturalizados pela monarquia, que lhes favorecia. Azeredo recebeu cartas o pressionando, ameaçando, em cujas entrelinhas subentendia-se uma pretensão escusa desses grupos de, indiscretamente, assassiná-lo.
A imagem de Azeredo foi construída historicamente como a do percursor do liberalismo em Pernambuco, figura alimentada e talvez corroborada pelo fato de que muitos dos  participantes das Revoluções de 1817 e 1824, entre padres e leigos, como alunos ou professores, passaram pelo Seminário de Olinda. Mas, atendo-se ao registro sobre sua carreira política, nota-se que Azeredo foi ao contrário um súdito fiel da Monarquia e do Império Português, fazendo-se muito mais um colono ajustado do que um reformista.

### Enfraquecimento
É inegável que se o Príncipe Regente caísse em mãos inimigas, em 1801, se verificaria a implementação de um governo provisório não só na capitania de Pernambuco, mas no Brasil, à maneira do que ocorreu na América Espanhola com as juntas autônomas, formadas com o fim da autodefesa e em nome da monarquia. O projeto, porém, ruiu com a chegada da família real portuguesa, fugitiva desesperada do exército de Napoleão, que decretara o Bloqueio Continental e há pouco tentara acossar também os portugueses.
A instalação do aparelho estatal no Rio de Janeiro, então capital do país, anunciando a intenção de fundar um grande império luso-brasileiro, que recuperasse o protagonismo de Portugal no cenário político-econômico europeu, provocou uma inflexão imprevista e negativa à emancipação da América portuguesa. Com sua fixação no Rio, a Coroa ficou exponencialmente mais apta a se intrometer nos negócios provinciais, redundando, com isso, na diminuição, também assertiva, da autonomia e da influência das elites locais.
Eis que José da Fonseca Silva e Sampaio, amigo dos irmãos Cavalcanti de Albuquerque, denuncia o motim, ao abafar uma carta remetida por eles. Não se sabe por que traiu os amigos, mas, sim, que recebeu quatrocentos mil réis por interceptá-la. Ainda hoje estranha-se que homens de prestígio e fortuna rejeitaram um modelo de Estado que lhes agraciava. Eles não manifestavam indícios sediciosos; pelo contrário, alinhavam-se muito bem às convenções sociais e culturais da época. Pode-se, porém, questionar se a carência de opiniões sobre a situação então conflitiva de Pernambuco sugeria que outras missivas teriam sido trocadas em segredo e que, hoje, por isso, fogem ao conhecimento público.

## Consequências
Pois, então, fracassa a intentona, limitadamente romântica. Nas correspondências do correio marítimo remetidas a Lisboa, teve-se cautela para evitar que a família dos irmãos soubesse do ocorrido. Fecha-se o Areópago. Mas o espírito que o animara subsiste, e novas sociedades secretas, de semelhante espírito insubmisso, continuam atuando como centros de politização. A Academia dos Suassunas, localizada no engenho do mesmo nome, e a Academia do Paraíso, situada no pátio de igual denominação, agem, junto à pregação pessoal de Antônio Carlos Ribeiro de Andrade, ouvidor-mor de Olinda, e conhecido, pelo seu vasto saber, como "Academia Ambulante", com o propósito de implementar a educação política revolucionária dos nordestinos, a partir das reuniões particulares, especialmente aquelas dirigidas com dinamismo por Antônio Carlos. E dessa atuação, embora sem sucesso, desse insurgimento idealista, eivado de concepções patrióticas e antimonárquicas, surge a monumental e efetiva Revolução de 1817.
Diferentemente dos líderes da Conjuração Baiana e da Inconfidência Mineira, os irmãos Cavalcante não foram julgados traidores, ou condenados à execução, muito por suas respectivas posições sociais. Donos de engenho, afortunados e dotados de influência política e social na capitania, após a denúncia, dois deles, Francisco de Paula e Luís, acabaram presos, mas o terceiro, José, em Lisboa, de onde se correspondia com os outros, teve de fugir para a Inglaterra. Mesmo que as prisões tenham sido decretadas em sigilo, a população veio a lhes tomar conhecimento, e com assombro, pela difusão oral e informal específicas da comunicação social no nordeste brasileiro.
Rareiam as informações divulgadas pelas autoridades, limitando o imaginário público à base imprecisa que incorre invariavelmente em aventar especulações. O denominador comum de todas essas suposições é o de que os irmãos Cavalcante, até então incontestavelmente lembrados como honrosos e fiéis ao catolicismo e à Coroa Portuguesa, foram subversivos, traidores e vassalos infiéis. Segundo a documentação referente ao episódio indica, os irmãos Cavalcante eram incapazes de conversar sobre ideias de liberdade e eram dotados de virtudes morais e civis incorrigíveis, diametralmente opostas às de sedição e rebeldia, às quais eles foram associados durante a investigação.
Instaurou-se, assim, uma devassa, conduzida pelo próprio juiz de Olinda, mas cujas informações correram em sigilo, novamente em razão da condição social dos denunciados, contribuindo para sua elucidação ainda turva na historiografia nacional. Apesar da devassa, em 8 de junho de 1801, os três irmãos foram absolvidos e soltos à falta de provas. Preso foi o denunciante, José da Fonseca Silva e Sampaio, que, menos de um mês antes, a 21 de maio, havia delatado às autoridades da companhia o plano dos conjurados.
Atuou-se comprometidamente para evitar que as notícias sobre a Conspiração dos Suassunas se propagassem com rapidez. Diz-se, dramaticamente, que o público jamais pôde penetrar os esconderijos deste mistério, porque molas reais e secretas fizeram correr sobre ele cortinas impenetráveis. E há quem pressuponha que esse misterioso plano de revolta foi abafado às custas de rios de dinheiro que teriam corrido para as mãos de um frei conhecido pelo nome de José Laboreiro.
Fato, mesmo, é que o único documento oficial que serve ao detalhamento das investigações a respeito do que foi a Conspiração é a devassa que a examinou e que, ainda assim, carece de detalhes dominados pelas  autoridades, o que ainda obscurece o mapa complexo de interesses e intrigas entre os grupos locais de Pernambuco, assim permitindo à historiografia recair, por vezes, no erro de simplificar a disputa ideológica entre os integrantes da colônia, de um lado, e os membros da metrópole, de outro.
A Conspiração dos Suassunas fica, portanto, enquanto objeto de estudo, ao aguardo do esclarecimento possível de novas pesquisas. Como um provável fruto de conflitos locais, no ambiente carregado de antagonismos que caracterizava a capitania de Pernambuco de então, ela parece carecer de outro suporte histórico senão a perspectiva nacionalista e a teleologia simplista que, ao colocar 1822 como ponto de fuga no qual todas desembocam, tem desviado da interpretação dos movimentos rebeldes de finais do século XVIII e início do século XIX no Brasil. Tarefa essa que requer uma análise mais fina da documentação e, acima de tudo, menos repressão daqueles que a detém.

## Outras conjurações em domínios portugueses
- Conjuração dos Pintos (1787)
- Inconfidência Mineira (1789)
- Conjuração Carioca (1794)
- Conjuração Baiana (1796)
- Revolução Pernambucana (1817)